# Asteroschema tubiferum
Asteroschema tubiferum is een slangster uit de familie Asteroschematidae.
De wetenschappelijke naam van de soort werd in 1911 gepubliceerd door Matsumoto.